# Солонешне
Солоне́шне (рос. Солонешное) — село, центр Солонешенського району Алтайського краю, Росія. Адміністративний центр Солонешенської сільської ради.

## Населення
Населення — 4441 особа (2010; 4753 у 2002).
Національний склад (станом на 2002 рік):
- росіяни — 96 %